# Supernova 2020
A 2020-as Supernova egy lett zenei verseny volt, amelynek keretein belül a nézők és az interneten szavazók kiválasztották, hogy ki képviselje Lettországot a 2020-as Eurovíziós Dalfesztiválon. A 2020-as Supernova volt a hatodik lett nemzeti döntő ezen a néven.
Az élő műsorsorozatban összesen kilenc előadó versenyzett az Eurovíziós Dalfesztiválra való kijutásért. A sorozat ezúttal csak egyfordulós volt; 2020. február 8-án csak egy döntőt rendeztek meg, az adások alatt a nézők és az interneten szavazók együttesen döntöttek mindenről.
A verseny győztese Samanta Tīna lett, aki Still Breathing (magyarul: Még lélegzem) című dalával képviseli az országot Rotterdamban.

## Résztvevők
A műsorba való jelentkezés 2019. október 10-én kezdődött és egészen november 20-ig tartott. Rekord mennyiségű, összesen 126 pályamű érkezett, amelyből a szakmai zsűrinek kellett kiválasztani a versenybe jutott dalokat. Ezután a kiválasztott 26 dalból a szakmai zsűri 9-et választott ki az élő műsorba. A zsűri a dalok értékelése mellett figyelembe vette azok megtekintésének számát a műsor YouTube oldalán. Az élő adásokba továbbjutott nyolc előadót 2020. január 16-án jelentették be.
| Előadó          | Dal                     | Nyelv | Szerző(k)                                                        |
| --------------- | ----------------------- | ----- | ---------------------------------------------------------------- |
| ANNNA           | Polyester               | angol | Anna Madara Pērkone                                              |
| Bad Habits      | Sail with You           | angol | Mārtiņš Balodis, Kristaps Grīnbergs, Normans Bārbals, Jānis Līde |
| DRIKSNA         | Stay                    | angol | Jānis Driksna, Aidan O'Connor                                    |
| Edgars Kreilis  | Tridymite               | angol | Edgars Kreilis, Ingars Viļums                                    |
| Katrīna Bindere | I Will Break Your Heart | angol | Katrīna Anete Bindere-Čodere, Jānis Driksna, Niklāvs Sekačs      |
| Katrīna Dimanta | Heart Beats             | angol | Katrīna Dimanta, Herberts Blumbergs, Andis Ansons, Jānis Bērziņš |
| Miks Dukurs     | I'm Falling for You     | angol | Miks Dukurs                                                      |
| Samanta Tīna    | Still Breathing         | angol | Samanta Tīna, Aminata Savadogo                                   |
| Seleste         | Like Me                 | angol | Reinis Briģis, Seleste Solovjova-Vlasova                         |

| Előadó                       | Dal                        | Nyelv              | Szerző(k) |
| ---------------------------- | -------------------------- | ------------------ | --- |
| Aivo Oskis                   | Dive Deep                  | angol              | Aivis Ošķis, Bruce Mendes, Ruslans Kuksinovičs                                                                     |
| Alekss Silvērs               | Again                      | angol              | Alekss Silvērs, Andis Ansons, Uku Moldau                                                                           |
| Alise Haijima                | Meme Song                  | angol, lett, kínai | Lotars Lodziņš, Jānis Kalve, Artūrs Palkevičs, Valdis Čirksts                                                      |
| Annemarija Moiseja           | Undo                       | angol              | Mārtiņš Gailītis, Jans Vavra, Annemarija Moiseja, Reinis Straume                                                   |
| Antra Stafecka & Atis Ieviņš | Coming Over                | angol              | Atis Ieviņš, Jānis Čubars                                                                                          |
| Audiokvartāls                | Connection                 | angol              | Ivars Ozoliņš, Arnis Ozoliņš, Juris Ludženieks, Ludvigs Lielauss, Mārtiņš Gailītis, Valters Mirkšs, Reinis Straume |
| Elizabete Gaile              | For You                    | angol              | Elizabete Gaile, Edijs Ostapko, Jūlijs Melngailis                                                                  |
| Laika Upe                    | All My Roads               | angol              | Reinis Straume, Kaspars Ansons, Guntis Nurža, Atis Čamanis, Reinis Petrovičs, Jānis Pastars, Edgars Ansons-Tomsons |
| Līva                         | Not That Important to You  | angol              | Līva Komarovska, Kaspars Ansons, Uku Moldau                                                                        |
| MADARA                       | Māras zeme                 | lett               | Madara Fogelmane                                                                                                   |
| Maia                         | Make It Real               | angol              | Maija Aukšmuksta, Reinis Ašmanis                                                                                   |
| Markus Riva                  | Impossible                 | angol              | Markus Riva, Aminata Savadogo                                                                                      |
| Rūta Ķergalve                | Izgaismots                 | lett               | Rūta Ķergalve |
| Sabīne Blūma Blūmane         | Beauty Will Save the World | angol              | Gaitis Lazdāns, Diāna Žukova                                                                                       |
| Shanti                       | Voice in My Mind           | angol              | Liene Matveja, Santa Dzalbe, Linda Ozola                                                                           |
| Signe & Jānis                | Inner Light                | angol              | Jānis Aizupietis, Signe Aizupiete, Asnāte Tarvide                                                                  |
| Toms Kalderauskis            | Be My Truth                | angol              | Liene Atvara, Toms Kalderauskis, Roberts Memmēns                                                                   |

## Döntő
A döntőt február 8-án rendezte az LTV kilenc előadó részvételével Rigában, a LTV stúdiójában. A végeredményt nézők és az internetes szavazás szavazatai alakították ki.
| #  | Előadó          | Dal                     | Internet szavazás | Telefonos szavazás | Összesen | Eredmény |
| -- | --------------- | ----------------------- | ----------------- | ------------------ | -------- | -------- |
| 01 | Seleste         | Like Me                 | 2.43%             | 3.31%              | 2.82%    | 6.       |
| 02 | DRIKSNA         | Stay                    | 1.04%             | 1.90%              | 1.42%    | 9.       |
| 03 | Katrīna Bindere | I Will Break Your Heart | 1.22%             | 1.89%              | 1.52%    | 8.       |
| 04 | Edgars Kreilis  | Tridymite               | 2.74%             | 2.11%              | 2.46%    | 7.       |
| 05 | Katrīna Dimanta | Heart Beats             | 22.63%            | 34.98%             | 28.12%   | 2.       |
| 06 | Miks Dukurs     | I'm Falling for You     | 7.69%             | 6.93%              | 7.35%    | 4.       |
| 07 | ANNNA           | Polyester               | 19.22%            | 13.84%             | 16.83%   | 3.       |
| 08 | Bad Habits      | Sail with You           | 3.79%             | 4.40%              | 4.06%    | 5.       |
| 09 | Samanta Tīna    | Still Breathing         | 39.24%            | 30.63%             | 35.42%   | 1.       |

## Az Eurovíziós Dalfesztiválon
Lettországnak 2020-ban is részt kellett volna vennie az elődöntőben. 2020. január 28-án osztották fel a résztvevő országokat a két elődöntő egyikébe – ez alapján a lett előadó az második elődöntő második felében léphetett volna a színpadra.